# هرمتان (رياح)

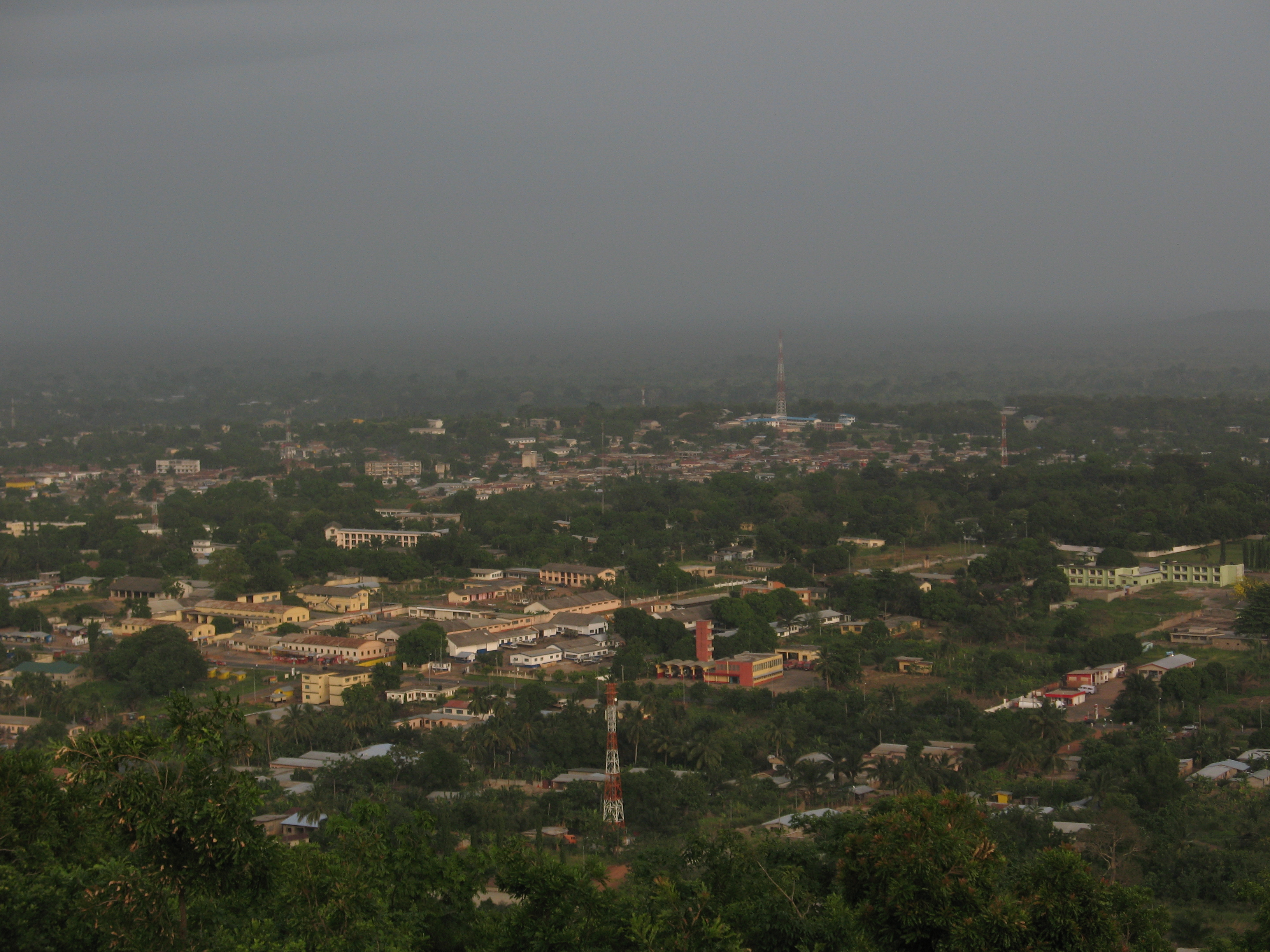
هرمتان فوق هو بغانا.

هرمتان (بالإنجليزية: Harmatan)‏ هي رياح صحراوية شديدة الحرارة والجفاف، تهب من الصحراء الكبرى الإفريقية على مناطق غرب أفريقيا إلى الشمال من خليج غينيا, واتجاهها شمالي شرقي، وسرعتها عالية، ومتربة في معظم مناطق هبوبها، وتعد هذه الرياح عاملاً ملطفاً للجو في ساحل غينيا الذي يسوده جو هادئ، حار، ومرتفع الرطوبة، ولذا فإن وصول تلك الرياح يلطف الجو ويجعله أكثر قبولاً لدى السكان الذين يلقبون هذه الرياح باسم الطبيب.

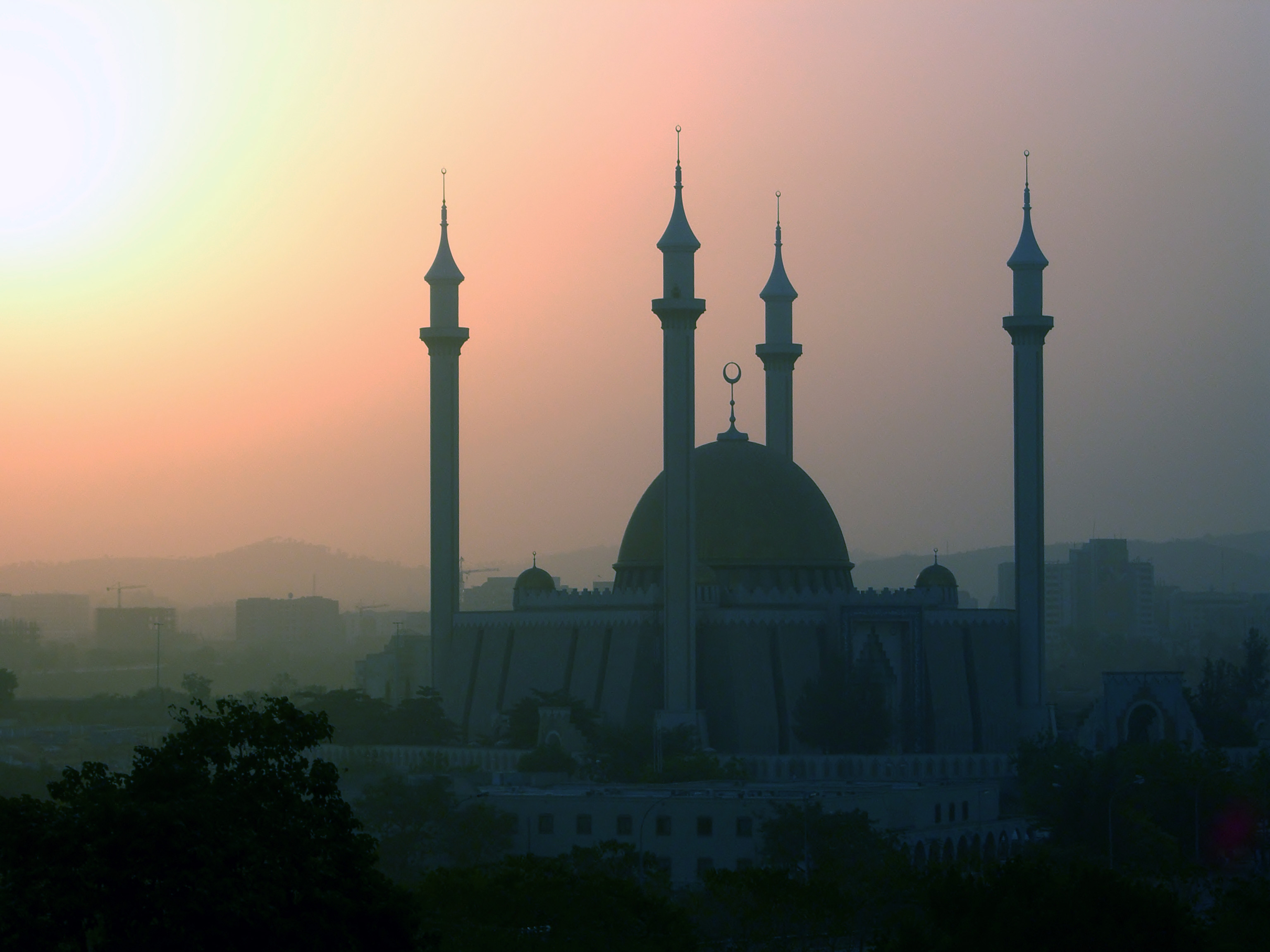
ضباب هارمتان يحيط بمسجد أبوجا الوطني في أبوجا.

ينفجر الهارماتان خلال موسم الجفاف، والذي يحدث خلال الأشهر التي يكون فيها أدنى شمس للشمس. في هذا الموسم، تظل التلال شبه الإستوائية ذات الضغط المرتفع فوق وسط الصحراء الكبرى ومنطقة التقارب المداري ذات الضغط المنخفض (ITCZ) تظل فوق خليج غينيا. عند مروره فوق الصحراء، يلتقط الهرمتان الغبار الناعم وجزيئات الرمل (بين 0.5 و 10 ميكرون). يُعرف أيضًا باسم «دكتور الرياح»، وذلك بسبب جفافه المنشط مقارنة بالهواء الاستوائي الرطب.

## تأثيرها
يختلف هذا الموسم عن الشتاء، لأنه يتميز بالبرودة والجفاف والرياح المحملة بالغبار وأيضًا تقلبات واسعة في درجات الحرارة المحيطة نهارًا وليلاً. يمكن أن تصل درجات الحرارة بسهولة إلى 9 درجات مئوية (48 درجة فهرنهايت) طوال اليوم، ولكن في بعض الأحيان في فترة ما بعد الظهر يمكن أن ترتفع درجة الحرارة أيضًا إلى 30 درجة مئوية (86 درجة فهرنهايت)، بينما تنخفض الرطوبة النسبية إلى أقل من 5٪. يمكن أن يكون الجو حارًا أيضًا في بعض المناطق، مثل الصحراء الكبرى.
ضباب هارمتان فوق هو، غانا يكون الهواء جافًا وجافًا بشكل خاص عندما تهب الهرماتان فوق المنطقة. يجلب الهارماتان ظروفًا مناخية شبيهة بالصحراء: فهو يقلل من الرطوبة ويبدد الغطاء السحابي ويمنع تكون هطول الأمطار ويخلق أحيانًا غيومًا كبيرة من الغبار يمكن أن تؤدي إلى عواصف ترابية أو عواصف رملية. ويسبب أضرارًا جسيمة للمحاصيل. تفاعل الهارماتان مع الرياح الموسمية يمكن أن يسبب الأعاصير.

## وصلات خارجية
- Chisholm, Hugh, ed. (1911). "Harmattan" . Encyclopædia Britannica (بالإنجليزية) (11th ed.). Cambridge University Press.